# Gonatocerus morrilli
Gonatocerus morrilli is een vliesvleugelig insect uit de familie Mymaridae. De wetenschappelijke naam is voor het eerst geldig gepubliceerd in 1908 door Howard.